# Куропатенко, Фёдор Кузьмич
Фёдор Кузьмич Куропатенко — советский ученый в области управления земельными ресурсами, заслуженный работник высшей школы Белорусской ССР (1973). Профессор (1961).

## Биография
Родился в 1903 году в Малых Белевичах. Член КПСС.
С 1931 года — на хозяйственной, общественной и политической работе. В 1931—1993 гг. — землеустроитель Речицкого района Гомельской области, в БГАА, частник Великой Отечественной войны, заведующий кафедрой землеустроительного проектирования БГАА (1949-1971), профессор этой кафедры (с 1971 г.). Автор научных трудов по землеустройству, картографии и землеустройству.
Умер в Минске в 1993 году.

## Сочинения
- Земельно-хозяйственное картографирование зон деятельности МТС и административных округов. - Горки, 1957.
- Проблемы современного землеустройства. - Мн., 1977 (в сб.)..